# Alrø
Alrø est une île du Danemark. Elle est située dans le fjord de Horsens, sur la côte orientale du Jutland.